# Eleanor Holm

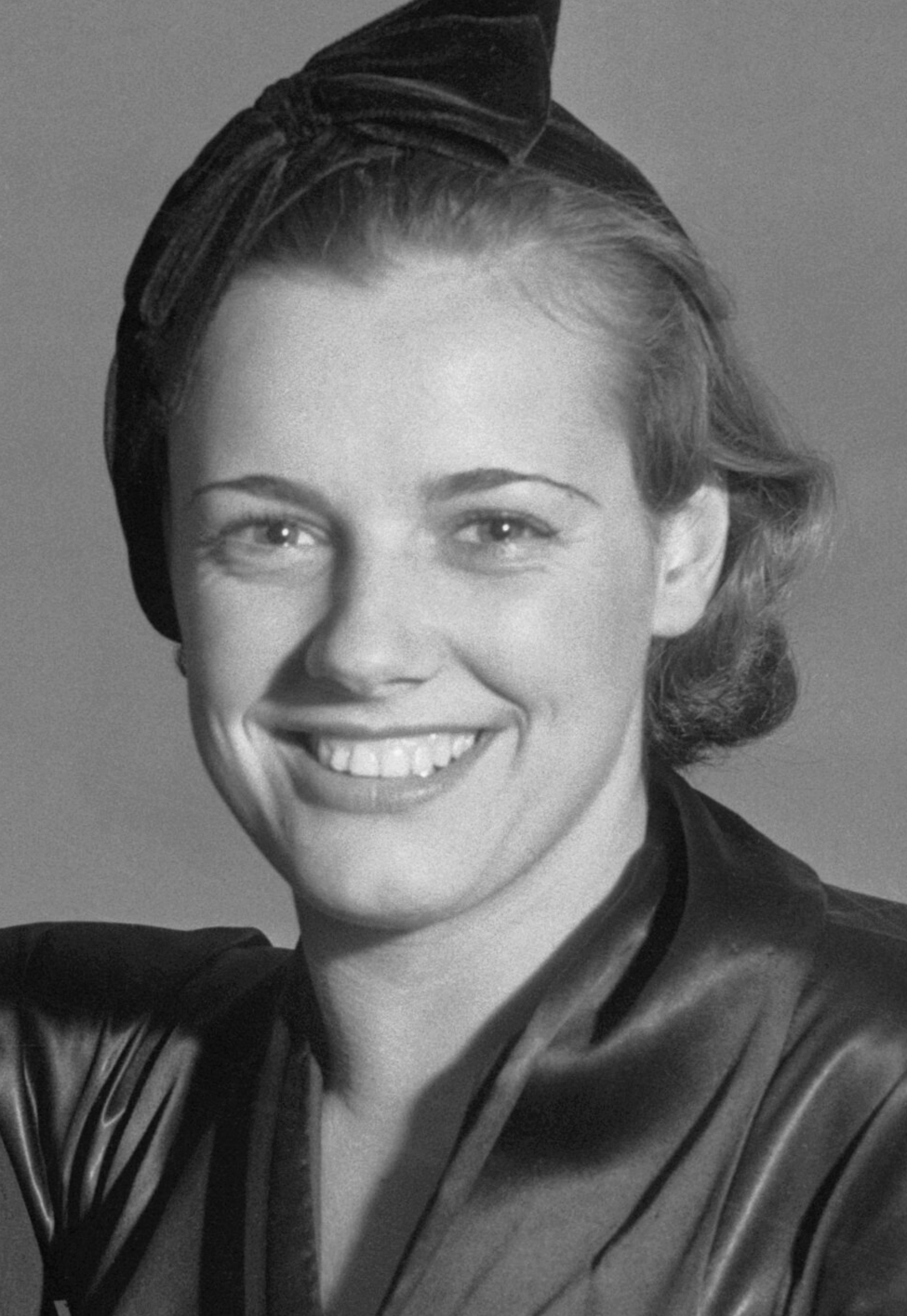
Holm (1932)

Eleanor Holm (New York, 6 december 1913 - Miami, 31 januari 2004) was een Amerikaanse zwemster en actrice.

## Levensloop en carrière
In 1928 werd Holm voor het eerst geselecteerd voor de Olympische Zomerspelen 1928 in Amsterdam. Hier finishte ze, op 15-jarige leeftijd, als vijfde in de discipline rugslag. In 1932 won ze goud, nadat haar voornaamste concurrente, Marie Braun, moest afzeggen voor de finale wegens een wespensteek.
In 1932 werd Holm, naast onder meer Gloria Stuart en Ginger Rogers verkozen tot een van de WAMPAS Baby Stars. In 1936 werd Holm op weg naar de Olympische Spelen geschorst door Avery Brundage omdat ze bijna in coma was beland na overmatig alcoholgebruik.
In 1938 speelde Holm Eleanor Reed in de film Tarzan's Revenge naast Glenn Morris. Later speelde ze ook met Johnny Weissmuller.
Holm overleed in 2004 op 90-jarige leeftijd.